# كيف واجهت السعودية القاعدة (برنامج وثائقي)
كيف واجهت السعودية القاعدة فيلم وثائقي يتكون من ثلاثة أجزاء، عرض الجزئين الأول في 2 ديسمبر والثاني في 3 ديسمبر 2015، والجزء الثالث والأخير في 4 ديسمبر 2015، استغرقت مدة التحضير والإنتاج للفيلم ثلاث سنوات متواصلة على أيدي فريق عمل متكامل ما بين باحثين مختصين وتقنين ، حيث تم تسجيل ما يعادل 578 ساعة لمواد فيلمية وتسجيلية، وأجريت ما يعادل 62 مقابلة مع ضباط وجنود كانوا من ضمن المشاركين في الحرب التي واجهتها المملكة العربية السعودية للقضاء على القاعدة من العام 2003 حتى العام 2009، ويعرض فيديوهات من داخل الجماعات الإرهابية. ويمكن للمشاهد الاطلاع على تفاصيل العمليات عبر شهادات عناصر أمن واكبوا هذه الحرب عبر مداهمات أو ملاحقات للإرهابيين. ويعرض أيضاً لأول مرة، مشاهد للحظات الأخيرة قبل تنفيذ اعتداءات، وأخرى مؤلمة لشبّان غُرر بهم صوروها قبل تنفيذهم الهجمات. ويُبرز نجاح السطات الأمنية في محاربة تنظيم القاعدة وفي تفكيك خلاياها النائمة.

## محتوى الفيلم
يعرض الفيلم حوالي 47 لقطة حصرية لم يسبق أن عرضت في أي محطة تلفزيونية ، حيث تم التقاطها من كاميرات أعضاء من تنظيم القاعدة خلال المداهمات الأمنية التي كانت تحصل حينذاك ، وتتضمن اللقطات توثيقات لأعضاء التنظيم من داخل معسكراتهم البرية والاستراحات التي كانوا يختبئون بها والوحدات السكنية المؤجرة ، كما تتضمن أيضا التدريبات التي كان يقوم بها أعضاء التنظيم بما فيها عمليات تفجير السيارات ، ومقاطع الفيديو التي كان يصورها الانتحاريون قبل القيام بعملياتهم الإجرامية الانتحارية ، كما تتضمن اللقطات أيضا صورا لأعضاء التنظيم وهم يتصرفون بطريقة صبيانية تظهر مدى ضعف أخلاقياتهم.
ومن أهم ما يتضمنه الفيلم الوثائقي في حلقاته هي حادثة تفجير المجمعات السكنية التي استهدفت رجال الأمن ، حيث تعرض لقطات لتفاصيل العملية ، كما يعرض أيضا لقطات تفصيلية لعملية ضرب المنشآت النفطية وبالأخص مصفاة ابقيق التي تقع شرق السعودية ووقعت في عام 2006 .
كما يعرض الفيلم أيضا التفاصيل الكاملة لعملية اختطاف المهندس الأمريكي بول مارشال جونسون التي وقعت في عام 2004 ، وتفاصيل تعذيبه وفصل رأسه عن جسده ، بالإضافة إلى العملية الإرهابية التي وقعت في مدينة الخبر لأحد الفنادق من نفس العام وذهب ضحيتها مجموعة من المواطنين المدنيين والمقيمين .
واستعرض الفيلم أيضا تفاصيل محاولة اغتيال الأمير محمد بن نايف عندما كان يشغل منصب مساعد وزير الداخلية للشئون الأمنية ، حيث تم عرض لقطات خاصة بالانتحاري عبد الله العسيري عندما قابل الأمير محمد بن نايف والحوار الذي دار بينهما ، وكيفية التحضير لعملية الاغتيال.
وقامت قناة العربية بعرض الجرائم الإرهابية التي فعلتها القاعدة ووثقت عبر كاميرات أعضائها ، بل عرضت أيضا أهم الإنجازات والنجاحات التي قامت بها الجهات الأمنية لمواجهة الإرهاب في الفترة ما بين عام 2003 و2006 ، وذلك عبر عدة لقاءات تم إجراؤها مع رجال الأمن الذين شاركوا في عمليات المواجهة بينهم وبين الإرهابيين ، بالإضافة إلى لقطات تم تصويرها بكاميرات الأمن ترصد مدى شجاعة رجال الأمن في حماية الدنيين وإجلائهم من الأماكن المستهدفة ، كما يعرض الفيلم عن بعض القادة لتنظيم القاعدة وكيفية الإمساك بهم بعد تعقب تحركاتهم بالتفاصيل.